# Barleria repens
Barleria repens es una especie de planta floral del género Barleria, familia Acanthaceae.
Es nativa de Kenia, KwaZulu-Natal, Mozambique y Tanzania. Especie introducida en el sur de Brasil, Florida, Hawái, India, islas de Sotavento y Puerto Rico.

## Descripción
Es un subarbusto cuyas ramas miden 15–350 centímetros de largo, con semillas de 3,8–5 mm de largo y ancho. Los tallos de esta especie son de color beige o amarillo, con tricomas (pelos) cortos. Las hojas son ovadas de 1,7–7,3 × 0,7–3 centímetros; ápice redondeado, pecíolo de 4–11 mm de largo. Se encuentra en bosques costeros, sotobosques  y márgenes de bosque, también en suelos arenosos (dunas).

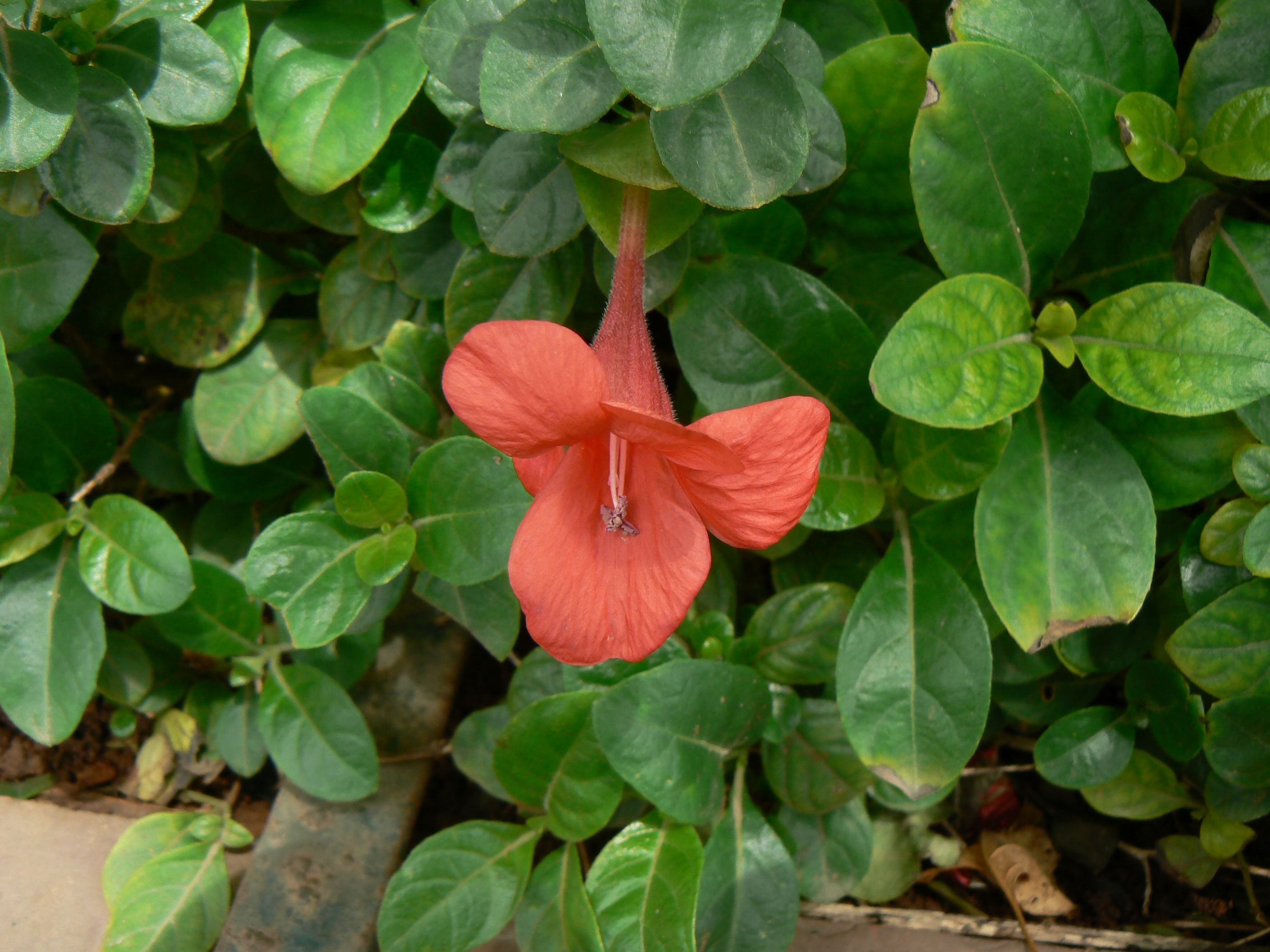
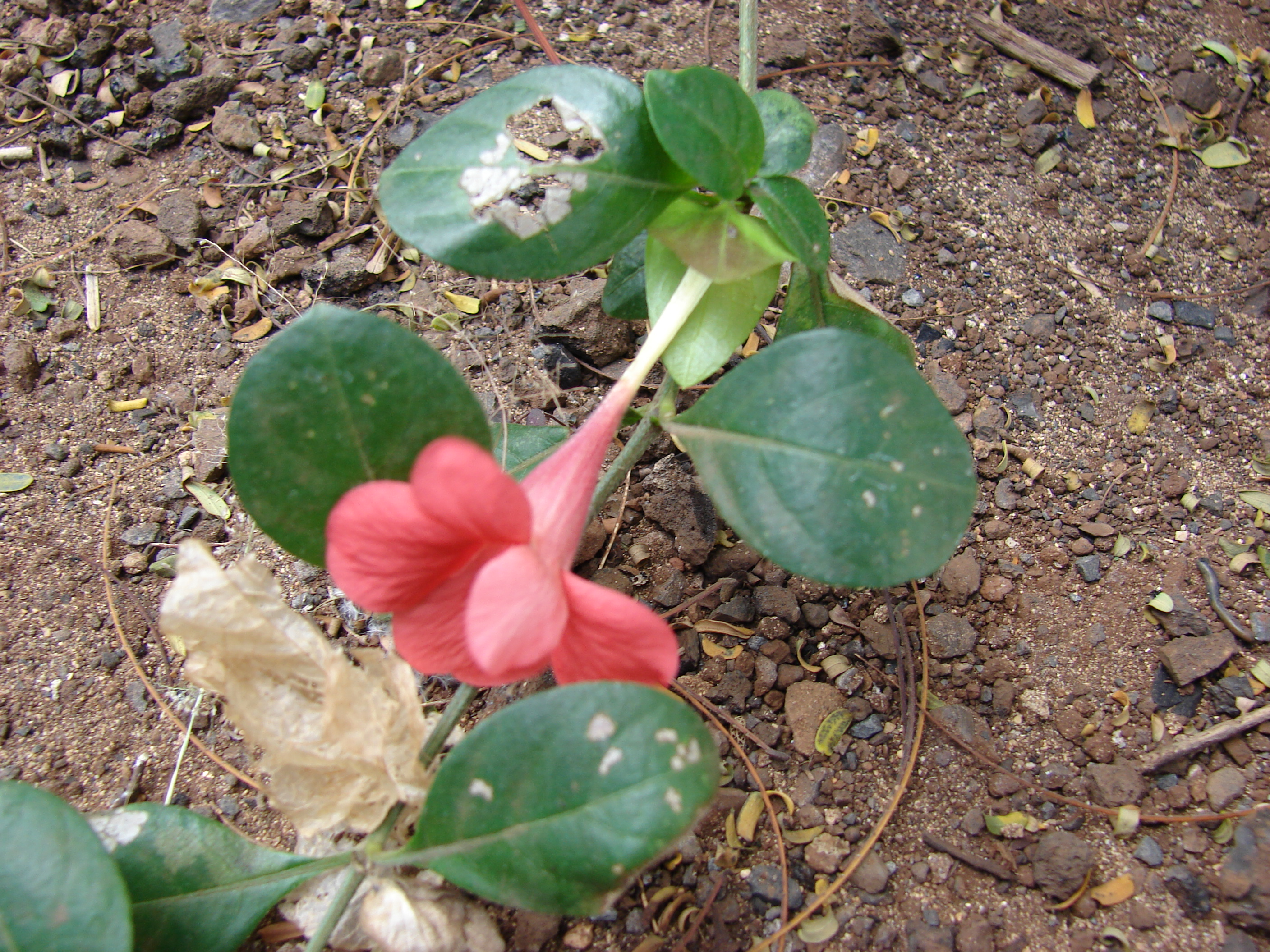